# Palden Lhamo

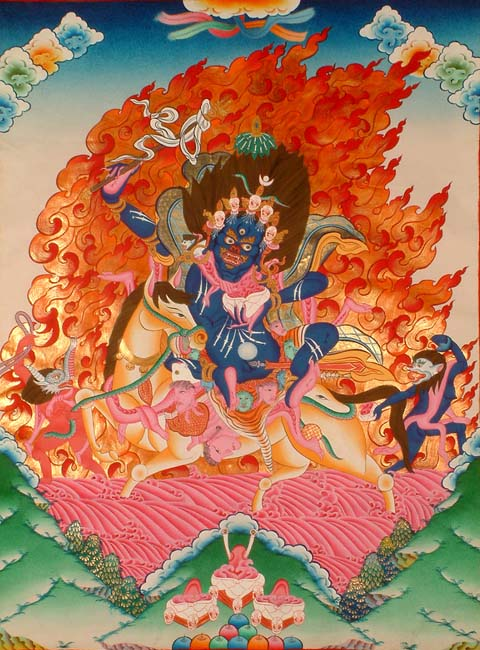
Thangka da divindade guardiã Palden Lhamo no Mosteiro de Tawang, Arunachal Pradexe, Índia

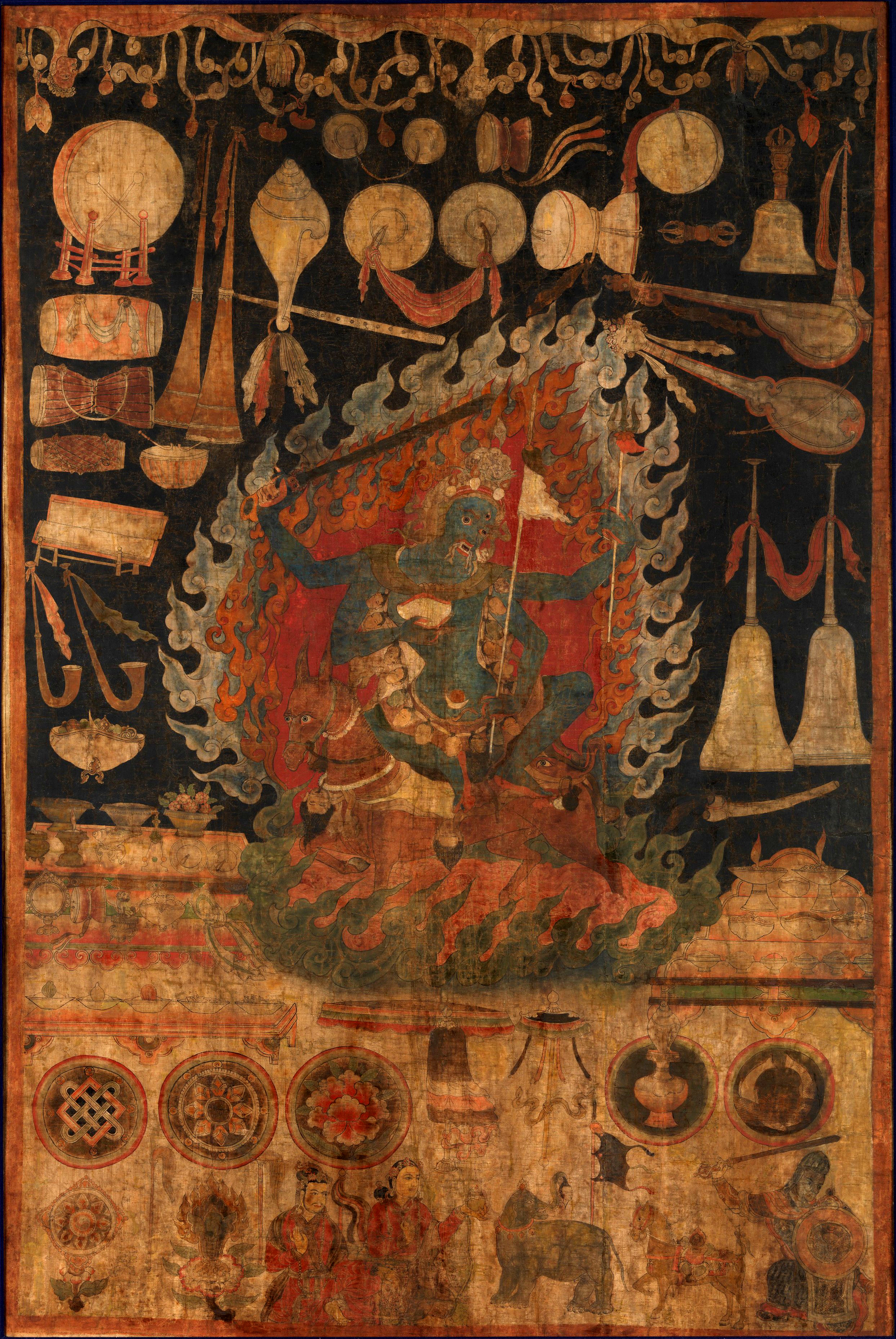
Oferendas a Palden Lhamo, Tibete; pintura a têmpera sobre tecido tibetana do final do século XVI. Palden Lhamo é a principal protetora do Tibete e a única mulher dos Oito Guardiões do Darma. Esta pintura de fundo preto foi instalada na capela (gonkhang) dedicada às divindades protetoras iradas (dharmapalas), uma sala reservada para ritos de iniciação tântrica nos mosteiros tibetanos.

Palden Lhamo ("Deusa Gloriosa"; em tibetano: དཔལ་ལྡན་ལྷ་མོ།; Wylie: dpal ldan lha mo; no dialeto de Lassa: AFI: /pantɛ̃ l̥amo/; em sânscrito: Śrīdēvī ou Shri Devi é uma deusa tântrica budista (Vajrayana) que aparece de várias formas. Geralmente é representada como uma divindade irada, desempenhando um papel principal como dharmapala. É uma Protetora da Sabedoria, um ser iluminado. É a dharmapala especial dos Dalai Lamas, enquanto os três protetores de sua escola Gelug do budismo tibetano são Iamaraja, Vaisravana e Maacala. É a divindade irada considerada a principal protetora do Tibete, Panchen Lamas e Lhasa.
Palden Lhamo aparece na comitiva do Maacala Removedor de Obstáculos, seja como uma figura independente ou associado a Ekajati, e foi descrita como "a divindade tutelar do Tibete e seu governo", e como "celebrado em todo o Tibete e Mongólia.

## Origens
Palden Lhamo significa "Deusa Gloriosa" e pode apresentar uma ampla gama de protetoras femininas iradas e dakinis. Normalmente, Palden Lhamo se refere à versão Guelupa dela como uma emanação de Chamunda, por sua vez uma emanação irada da deusa hindu Cáli.
Diz-se que Magzor Gyalmo se chamava Remati na época em que foi casada com o rei maligno de Lanca, ambos rakshasas de acordo com uma versão. Remati jurou que se ela falhasse em converter o rei ao budismo e dissipar sua maldade, ela acabaria com sua dinastia. Ela tentou muitas vezes convertê-lo para evitar o asssasinato dos praticantes do darma, mas falhou e seu filho foi criado para matar budistas. Sem escolha, ela matou seu filho enquanto seu marido estava caçando. Ela comeu a carne do filho, bebeu seu sangue com seu crânio como um kapala (taça) e esfolou sua pele para fazer uma sela.
Ela escapou em direção ao norte. Assim que ela partiu em uma mula, o rei retornou e descobriu sobre o assassinato de seu filho. Enfurecido, ele atirou na garupa da mula que Remati montava. Em resposta, Remati curou a ferida e a transformou em um olho, afirmando: "Que a ferida da minha montaria se torne um olho grande o suficiente para vigiar as vinte e quatro regiões, e que eu mesmo seja aquela que extirpará a linhagem dos reis malignos de Lanca!". Depois viajou pela Índia, Tibete, China e Mongólia, e acredita-se que finalmente se estabeleceu na montanha Oikhan, no leste da Sibéria.
Quando ela morreu,renasceu no inferno e lutou para sair de lá, roubando uma bolsa de doenças e uma espada. Quando ela escapou para o cemitério, não encontrou paz e rezou ao Buda pedindo uma razão para viver. O Buda Vajradhara (Shakyamuni tântrico) apareceu diante dela e pediu que ela protegesse o darma. Espantada, Remati concordou e assim se levantou como a dharmapala que é, usando suas armas apenas contra os opositores do budismo. Ela também foi nomeada guardiã do darma por Yama, senhor da morte. Sua comitiva consiste na dakini com cabeça de leão Simhamukha (Sengdongma) atrás dela e na dakini com cabeça de Makara Makaravaktra segurando as rédeas da mula na frente de Palden Lhamo. Ao redor delas estão as 4 Deusas das Estações, as 5 Irmãs da Longa Vida e as 12 deusas Tenma .

## Palden Lhamo e o lago Lhamo La-tso

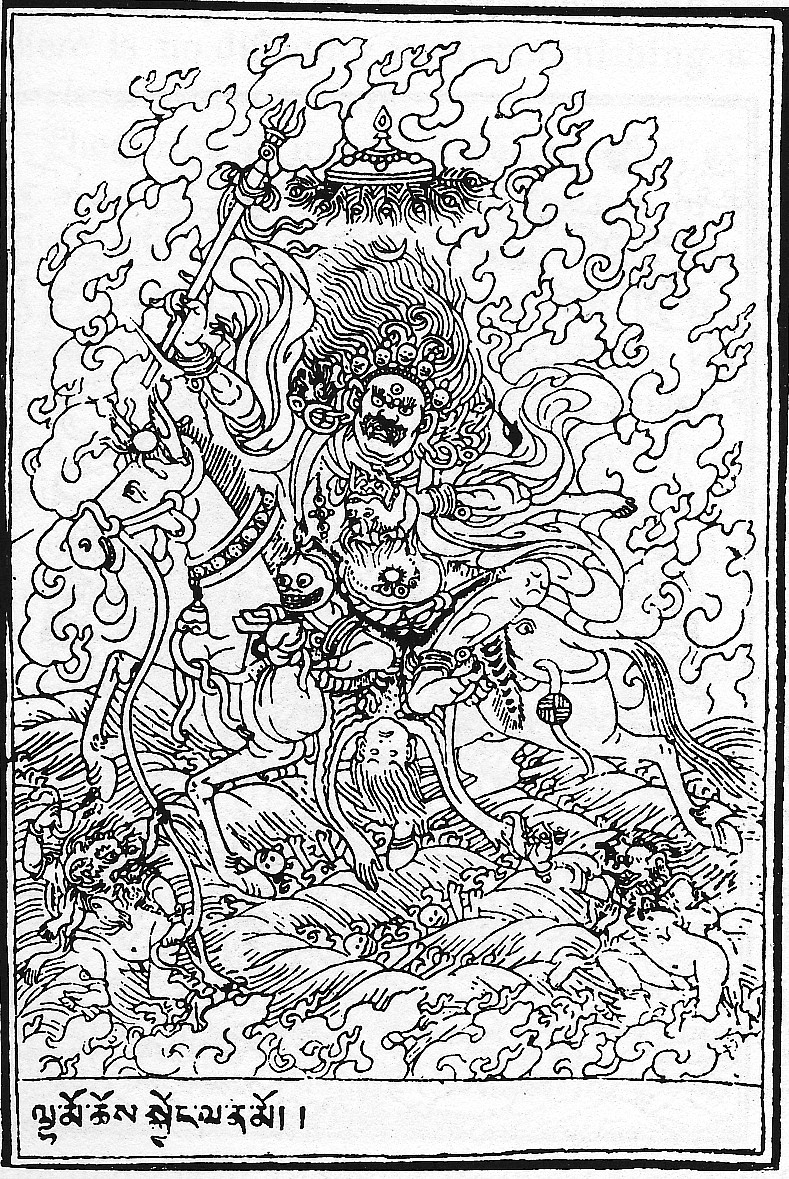
Gravura de Palden Lhamo no livro Budismo tibetano de 1895 de

Palden Lhamo, como o espírito guardião feminino do lago sagrado, Lhamo La-tso, prometeu ao 1º Dalai Lama em uma visão "que ela protegeria a linhagem de reencarnação dos Dalai Lamas". Desde o 2.º Dalai Lama, que formalizou o sistema, regentes e outros monges vão ao lago para meditar e buscar orientação sobre como escolher a próxima reencarnação por meio de visões.
A forma particular de Palden Lhamo em Lhamo La-tso é Gyelmo Makzor Ma (em tibetano: rgyal mo dmag zor ma; "Rainha Torma Mãe") ou Machik Pellha Zhiwé Nyamchen (ma gcig dpal lha zhi ba'i nyams can; "expressão pacificada da esposa comum Palden Lhamo"), uma forma incomumente pacífica de Palden Lhamo. O lago é às vezes chamado de "Palden Lhamo Kalidevi", indicando que ela é uma emanação da deusa Kali .
A montanha ao sul do Mosteiro de Chokorgyel é a residência "azul" de Palden Lhamo, onde está localizado um cemitério celeste. O mosteiro foi originalmente construído em forma triangular para refletir o simbolismo de sua posição na confluência de três rios e cercado por três montanhas e também representa a conjunção dos três elementos água, terra e fogo, bem como o princípio feminino de Palden Lhamo na forma simbólica de um triângulo invertido.

## Relatos tradicionais
Diz-se que, durante o reinado de Songtsän Gampo (c. 605/617?–649), Palden Lhamo superou todas as outras divindades protetoras em sua promessa de proteger o santuário Trulang do rei. Ela apresentou uma taça de ferro e prometeu: "Erga uma imagem minha, e eu protegerei este santuário real de qualquer dano futuro causado por humanos e demônios mamo!" Diz-se também que ela aconselhou Lhalung Pelgyi Dorje a matar o rei antibudista Langdarma em 841, e é descrita como a "protetora do darma de Lhasa".

## Descrição
Palden Lhamo é a única divindade feminina entre os tradicionais "Oito Guardiões da Lei" e geralmente é retratada com a azul-escuro e cabelos ruivos para simbolizar sua natureza irada, cruzando um mar de sangue montada em uma mula branca. A mula tem um olho na garupa esquerda, onde a flecha de seu marido furioso a atingiu depois que ela matou seu filho, que estava destinado e sendo criado para ser aquele que finalmente acabaria com o budismo, e usou sua pele como manta de sela. Ela tem três olhos e frequentemente é mostrada bebendo sangue de um crânio humano.[carece de fontes?]